# Окраюшкин
Окраюшкин — хутор в Подгоренском районе Воронежской области.
Входит в состав Переваленского сельского поселения.

## География

### Улицы
- ул. Лесная
- ул. Овражная
- ул. Первомайская
- ул. Центральная
- пер. Садовый

## Население
| 2010 |
| ---- |
| 142  |